# Palythoa texaensis
Palythoa texaensis är en korallart som beskrevs av author unknown. Palythoa texaensis ingår i släktet Palythoa och familjen Zoanthidae. Inga underarter finns listade i Catalogue of Life.